# Diplospora fasciculiflora
Diplospora fasciculiflora är en måreväxtart som först beskrevs av Adolph Daniel Edward Elmer, och fick sitt nu gällande namn av Adolph Daniel Edward Elmer. Diplospora fasciculiflora ingår i släktet Diplospora och familjen måreväxter.
Artens utbredningsområde är Filippinerna. Inga underarter finns listade i Catalogue of Life.